# Список птахів Монголії
Це перелік видів птахів, зафіксованих на території Монголії. Авіфауна Монголії налічує загалом 523 видів, з яких 34 знаходяться на межі глобального зникнення.

## Позначки
Наступні теги використані для виділення деяких категорій птахів.
- (А) Випадковий — вид, який рідко або випадково трапляється в Монголії
- (Ex) Локально вимерлий — вид, який більше не трапляється в Монголії, хоча його популяції існують в інших місцях

## Гусеподібні(Anseriformes)
Родина: Качкові (Anatidae)
- Свистач індійський, Dendrocygna javanica
- Гуска гірська, Anser indicus
- Гуска сіра, Anser anser
- Гуска китайська, Anser cygnoides
- Гуска білолоба, Anser albifrons
- Гуска мала, Anser erythropus
- Гуменник великий, Anser fabalis
- Anser serrirostris
- Казарка білощока, Branta leucopsis (A)
- Лебідь-шипун, Cygnus olor
- Cygnus columbianus
- Лебідь-кликун, Cygnus cygnus
- Огар рудий, Tadorna ferruginea
- Галагаз звичайний, Tadorna tadorna
- Мандаринка, Aix galericulata (A)
- Чирянка-квоктун, Sibirionetta formosa
- Чирянка велика, Spatula querquedula
- Широконіска північна, Spatula clypeata
- Нерозень, Mareca strepera
- Качка далекосхідна, Mareca falcata (A)
- Свищ євразійський, Mareca penelope
- Крижень чорний, Anas poecilorhyncha (A)
- Крижень китайський, Anas zonorhyncha
- Крижень звичайний, Anas platyrhynchos
- Шилохвіст північний, Anas acuta'
- Чирянка мала, Anas crecca'
- Чернь червонодзьоба, Netta rufina
- Попелюх звичайний, Aythya ferina
- Чернь білоока, Aythya nyroca
- Чернь зеленоголова, Aythya baeri (A)
- Чернь чубата, Aythya fuligula
- Чернь морська, Aythya marila
- Каменярка, Histrionicus histrionicus
- Турпан білокрилий, Melanitta fusca (A)
- Турпан азійський, Melanitta stejnegeri
- Морянка, Clangula hyemalis (A)
- Гоголь зеленоголовий, Bucephala clangula
- Крех малий, Mergellus albellus
- Крех великий, Mergus merganser
- Крех середній, Mergus serrator
- Савка білоголова, Oxyura leucocephala

## Куроподібні(Galliformes)
Родина: Фазанові (Phasianidae)
- Перепілка японська, Coturnix japonica
- Перепілка звичайна, Coturnix coturnix
- Кеклик кремовогорлий, Alectoris chukar
- Улар алтайський, Tetraogallus altaicus
- Фазан звичайний, Phasianus colchicus
- Куріпка даурська, Perdix dauurica
- Глушець чорнодзьобий, Tetrao urogalloides
- Глушець білодзьобий, Tetrao urogallus
- Тетерук євразійський, Tetrao tetrix
- Орябок лісовий, Tetrastes bonasia
- Куріпка біла, Lagopus lagopus
- Куріпка тундрова, Lagopus muta

## Фламінгоподібні(Phoenicopteriformes)
Родина: Фламінгові (Phoenicopteridae)
- Фламінго рожевий, Phoenicopterus roseus (A)

## Пірникозоподібні(Podicipediformes)
Родина: Пірникозові (Podicipedidae)
- Пірникоза мала, Tachybaptus ruficollis
- Пірникоза червоношия, Podiceps auritus
- Пірникоза сірощока, Podiceps grisegena
- Пірникоза велика, Podiceps cristatus
- Пірникоза чорношия, Podiceps nigricollis

## Голубоподібні(Columbiformes)
Родина: Голубові (Columbidae)
- Голуб сизий, Columba livia
- Голуб скельний, Columba rupestris
- Голуб-синяк, Columba oenas
- Голуб бурий, Columba eversmanni (A)
- Припутень, Columba palumbus
- Горлиця звичайна, Streptopelia turtur
- Горлиця велика, Streptopelia orientalis
- Горлиця садова, Streptopelia decaocto
- Streptopelia tranquebarica (A)
- Горлиця мала, Streptopelia senegalensis

## Рябкоподібні(Pterocliformes)
Родина: Рябкові (Pteroclidae)
- Саджа звичайна, Syrrhaptes paradoxus

## Дрохвоподібні(Otidiformes)
Родина: Дрохвові (Otididae)
- Дрохва євразійська, Otis tarda
- Джек східний, Chlamydotis macqueenii

## Зозулеподібні(Cuculiformes)
Родина: Зозулеві (Cuculidae)
- Зозуля мала, Cuculus poliocephalus
- Зозуля короткокрила, Cuculus micropterus
- Зозуля звичайна, Cuculus canorus
- Зозуля сибірська, Cuculus optatus

## Дрімлюгоподібні(Caprimulgiformes)
Родина: Дрімлюгові (Caprimulgidae)
- Дрімлюга маньчжурський, Caprimulgus jotaka
- Дрімлюга звичайний, Caprimulgus europaeus

## Серпокрильцеподібні(Apodiformes)
Родина: Серпокрильцеві (Apodidae)
- Колючохвіст білогорлий, Hirundapus caudacutus
- Серпокрилець чорний, Apus apus
- Серпокрилець сибірський, Apus pacificus

## Журавлеподібні(Gruiformes)
Родина: Пастушкові (Rallidae)
- Пастушок водяний, Rallus aquaticus
- Пастушок східний, Rallus indicus
- Деркач лучний, Crex crex
- Погонич звичайний, Porzana porzana (A)
- Курочка водяна, Gallinula chloropus
- Лиска звичайна, Fulica atra
- Багновик білогрудий, Amaurornis phoenicurus (A)
- Погонич індійський, Zapornia fusca (A)
- Погонич далекосхідний, Zapornia paykullii (A)
- Погонич малий, Zapornia parva
- Погонич-крихітка, Zapornia pusilla
- Погонич-пігмей уссурійський, Coturnicops exquisitus (A)

Родина: Журавлеві (Gruidae)
- Журавель степовий, Anthropoides virgo
- Журавель білий,  Leucogeranus leucogeranus
- Журавель даурський, Antigone vipio
- Журавель сірий, Grus grus
- Журавель чорний, Grus monacha
- Журавель чорношиїй, Grus nigricollis (A)
- Журавель японський, Grus japonensis

## Сивкоподібні(Charadriiformes)
Родина: Лежневі (Burhinidae)
- Лежень степовий, Burhinus oedicnemus

Родина: Чоботарові (Recurvirostridae)
- Кулик-довгоніг чорнокрилий, Himantopus himantopus
- Чоботар синьоногий, Recurvirostra avosetta

Родина: Куликосорокові (Haematopodidae)
- Кулик-сорока євразійський, Haematopus ostralegus

Родина: Сивкові (Charadriidae)
- Сивка морська, Pluvialis squatarola
- Сивка бурокрила, Pluvialis fulva
- Чайка чубата, Vanellus vanellus
- Чайка сіра, Vanellus cinereus
- Чайка степова, Vanellus gregarius (Ex?)[1]
- Пісочник монгольський, Charadrius mongolus
- Пісочник товстодзьобий, Charadrius leschenaultii
- Пісочник морський, Charadrius alexandrinus
- Пісочник великий, Charadrius hiaticula
- Пісочник усурійський, Charadrius placidus (A)
- Пісочник малий, Charadrius dubius
- Пісочник довгоногий, Charadrius veredus
- Хрустан євразійський, Charadrius morinellus

Родина: Мальованцеві (Rostratulidae)
- Мальованець афро-азійський, Rostratula benghalensis

Родина: Баранцеві (Scolopacidae)
- Кульон середній, Numenius phaeopus
- Кульон-крихітка, Numenius minutus
- Кульон східний, Numenius madagascariensis
- Кульон великий, Numenius arquata
- Грицик малий, Limosa lapponica
- Грицик великий, Limosa limosa
- Крем'яшник звичайний, Arenaria interpres
- Побережник великий, Calidris tenuirostris (A)
- Побережник ісландський, Calidris canutus
- Брижач, Calidris pugnax
- Побережник болотяний, Calidris falcinellus
- Побережник гострохвостий, Calidris acuminata
- Побережник червоногрудий, Calidris ferruginea
- Побережник білохвостий, Calidris temminckii
- Побережник довгопалий, Calidris subminuta
- Побережник рудоголовий, Calidris ruficollis
- Побережник білий, Calidris alba
- Побережник чорногрудий, Calidris alpina
- Побережник канадський, Calidris bairdii (A)
- Побережник малий, Calidris minuta
- Жовтоволик, Calidris subruficollis (A)
- Побережник арктичний, Calidris melanotos
- Неголь азійський, Limnodromus semipalmatus
- Неголь довгодзьобий, Limnodromus scolopaceus (A)
- Баранець малий, Lymnocryptes minimus
- Слуква лісова, Scolopax rusticola
- Баранець-самітник, Gallinago solitaria
- Баранець звичайний, Gallinago gallinago
- Баранець азійський, Gallinago stenura
- Баранець лісовий, Gallinago megala
- Мородунка, Xenus cinereus
- Плавунець круглодзьобий, Phalaropus lobatus
- Плавунець плоскодзьобий, Phalaropus fulicarius
- Набережник палеарктичний, Actitis hypoleucos
- Коловодник лісовий, Tringa ochropus
- Коловодник попелястий, Tringa brevipes
- Коловодник аляскинський, Tringa incana (A)
- Коловодник чорний, Tringa erythropus
- Коловодник великий, Tringa nebularia
- Коловодник ставковий, Tringa stagnatilis
- Коловодник болотяний, Tringa glareola
- Коловодник звичайний, Tringa totanus

Родина: Триперсткові (Turnicidae)
- Триперстка жовтонога, Turnix tanki (A)

Родина: Дерихвостові (Glareolidae)
- Дерихвіст лучний, Glareola pratincola (A)
- Дерихвіст забайкальський, Glareola maldivarum

Родина: Поморникові (Stercorariidae)
- Поморник середній, Stercorarius pomarinus
- Поморник короткохвостий, Stercorarius parasiticus

Родина: Мартинові (Laridae)
- Мартин трипалий, Rissa tridactyla
- Мартин тонкодзьобий, Chroicocephalus genei
- Мартин звичайний, Chroicocephalus ridibundus
- Мартин буроголовий, Chroicocephalus brunnicephalus
- Мартин малий, Hydrocoloeus minutus
- Мартин рожевий, Rhodostethia rosea (A)
- Мартин реліктовий, Ichthyaetus relictus
- Мартин каспійський, Ichthyaetus ichthyaetus
- Мартин чорнохвостий, Larus crassirostris
- Мартин сизий, Larus canus
- Мартин сріблястий, Larus argentatus
- Мартин жовтоногий, Larus cachinnans
- Мартин чорнокрилий, Larus fuscus (A)
- Мартин полярний, Larus hyperboreus (A)
- Крячок малий, Sternula albifrons
- Крячок чорнодзьобий, Gelochelidon nilotica
- Крячок каспійський, Hydroprogne caspia
- Крячок чорний, Chlidonias niger
- Крячок білокрилий, Chlidonias leucopterus
- Крячок білощокий, Chlidonias hybrida
- Крячок річковий, Sterna hirundo
- Крячок полярний, Sterna paradisaea (A)

## Гагароподібні(Gaviiformes)
Родина: Гагарові (Gaviidae)
- Гагара червоношия, Gavia stellata
- Гагара чорношия, Gavia arctica

## Лелекоподібні(Ciconiiformes)
Родина: Лелекові (Ciconiidae)
- Лелека чорний, Ciconia nigra
- Лелека далекосхідний, Ciconia boyciana

## Сулоподібні(Suliformes)
Родина: Бакланові (Phalacrocoracidae)
- Баклан великий, Phalacrocorax carbo

## Пеліканоподібні(Pelecaniformes)
Родина: Пеліканові (Pelecanidae)
- Пелікан кучерявий, Pelecanus crispus

Родина: Чаплеві (Ardeidae)
- Бугай, Botaurus stellaris
- Бугайчик, Ixobrychus minutus
- Бугайчик амурський, Ixobrychus eurhythmus  (A)
- Чапля сіра, Ardea cinerea
- Чапля руда, Ardea purpurea
- Чепура велика, Ardea alba
- Чепура середня, Ardea intermedia (A)
- Чепура мала, Egretta garzetta
- Чапля єгипетська, Bubulcus ibis
- Чапля китайська, Ardeola bacchus (A)
- Чапля мангрова, Butorides striata (A)
- Квак звичайний, Nycticorax nycticorax (A)

Родина: Ібісові (Threskiornithidae)
- Коровайка бура, Plegadis falcinellus (A)
- Ібіс сивоперий, Threskiornis melanocephalus
- Косар білий, Platalea leucorodia

## Яструбоподібні(Accipitriformes)
Родина: Скопові (Pandionidae)
- Скопа, Pandion haliaetus

Родина: Яструбові (Accipitridae)
- Ягнятник, Gypaetus barbatus
- Стерв'ятник, Neophron percnopterus
- Осоїд, Pernis apivorus
- Осоїд чубатий, Pernis ptilorhynchus
- Гриф чорний, Aegypius monachus
- Кумай, Gyps himalayensis
- Сип білоголовий, Gyps fulvus'
- Змієїд блакитноногий, Circaetus gallicus
- Орел-чубань гірський, Nisaetus nipalensis
- Підорлик великий, Clanga clanga
- Орел-карлик, Hieraaetus pennatus
- Орел степовий, Aquila nipalensis
- Могильник східний, Aquila heliaca
- Беркут, Aquila chrysaetos
- Орел-карлик яструбиний, Aquila fasciata (A)
- Канюк яструбиний, Butastur indicus
- Лунь очеретяний, Circus aeruginosus
- Circus spilonotus
- Лунь польовий, Circus cyaneus
- Лунь степовий, Circus macrourus
- Circus melanoleucos
- Лунь лучний, Circus pygargus
- Яструб туркестанський, Accipiter badius
- Яструб японський, Accipiter gularis
- Яструб малий, Accipiter nisus
- Яструб великий, Accipiter gentilis
- Шуліка чорний, Milvus migrans
- Орлан-білохвіст, Haliaeetus albicilla'
- Орлан-довгохвіст, Haliaeetus leucoryphus
- Зимняк, Buteo lagopus
- Канюк звичайний, Buteo buteo
- Buteo japonicus
- Канюк степовий, Buteo rufinus
- Канюк монгольський, Buteo hemilasius

## Совоподібні(Strigiformes)
Родина: Совові (Strigidae)
- Сплюшка євразійська, Otus scops
- Сплюшка східноазійська, Otus sunia
- Пугач звичайний, Bubo bubo
- Сова біла, Bubo scandiacus
- Сова яструбина, Surnia ulula
- Сичик-горобець євразійський, Glaucidium passerinum
- Сич хатній, Athene noctua
- Сова довгохвоста, Strix uralensis
- Сова бородата, Strix nebulosa
- Сова вухата, Asio otus
- Сова болотяна, Asio flammeus
- Сич волохатий, Aegolius funereus

## Bucerotiformes
Родина: Одудові (Upupidae)
- Одуд, Upupa epops

## Сиворакшоподібні(Coraciiformes)
Родина: Рибалочкові (Alcedinidae)
- Рибалочка блакитний, Alcedo atthis
- Альціон чорноголовий, Halcyon pileata (A)

Родина: Бджолоїдкові (Meropidae)
- Бджолоїдка звичайна, Merops apiaster

Родина: Сиворакшові (Coraciidae)
- Сиворакша євразійська, Coracias garrulus (A)
- Широкорот східний, Eurystomus orientalis (A)

## Дятлоподібні(Piciformes)
Родина: Дятлові (Picidae)
- Крутиголовка звичайна, Jynx torquilla
- Дятел трипалий, Picoides tridactylus
- Dendrocopos hyperythrus (A)
- Дятел білоспинний, Dendrocopos leucotos
- Дятел звичайний, Dendrocopos major
- Дятел малий, Dryobates minor
- Жовна сива, Picus canus
- Жовна чорна, Dryocopus martius

## Соколоподібні(Falconiformes)
Родина: Соколові (Falconidae)
- Боривітер степовий, Falco naumanni
- Боривітер звичайний, Falco tinnunculus
- Кібчик, Falco vespertinus
- Кібчик амурський, Falco amurensis
- Підсоколик малий, Falco columbarius
- Підсоколик великий, Falco subbuteo
- Балабан, Falco cherrug
- Кречет, Falco rusticolus
- Сапсан, Falco peregrinus

## Горобцеподібні(Passeriformes)
Родина: Личинкоїдові (Campephagidae)
- Личинкоїд сірий, Pericrocotus divaricatus (A)

Родина: Вивільгові (Oriolidae)
- Вивільга звичайна, Oriolus oriolus
- Вивільга чорноголова, Oriolus chinensis

Родина: Дронгові (Dicruridae)
- Дронго чорний, Dicrurus macrocercus (A)
- Дронго лірохвостий, Dicrurus hottentottus (A)

Родина: Сорокопудові (Laniidae)
- Сорокопуд японський, Lanius bucephalus
- Сорокопуд терновий, Lanius collurio (A)
- Lanius phoenicuroides
- Сорокопуд рудохвостий, Lanius isabellinus
- Сорокопуд сибірський, Lanius cristatus
- Сорокопуд довгохвостий, Lanius schach (A)
- Сорокопуд північний, Lanius borealis
- Сорокопуд сірий, Lanius excubitor
- Сорокопуд чорнолобий, Lanius minor (A)
- Сорокопуд клинохвостий, Lanius sphenocercus

Родина: Воронові (Corvidae)
- Кукша тайгова, Perisoreus infaustus
- Сойка звичайна, Garrulus glandarius
- Сорока блакитна, Cyanopica cyana
- Сорока звичайна, Pica pica
- Джиджітка монгольська, Podoces hendersoni
- Горіхівка крапчаста, Nucifraga caryocatactes
- Клушиця, Pyrrhocorax pyrrhocorax
- Галка альпійська, Pyrrhocorax graculus
- Галка звичайна, Corvus monedula
- Галка даурська, Corvus dauuricus
- Грак, Corvus frugilegus
- Ворона чорна, Corvus corone
- Ворона сіра, Corvus cornix
- Ворона великодзьоба, Corvus macrorhynchos
- Крук звичайний, Corvus corax

Родина: Синицеві (Paridae)
- Синиця чорна, Periparus ater
- Гаїчка болотяна, Poecile palustris
- Гаїчка-пухляк, Poecile montana
- Poecile cincta
- Синиця біла, Cyanistes cyanus
- Синиця велика, Parus major

Родина: Ремезові (Remizidae)
- Ремез азійський, Remiz coronatus
- Ремез китайський, Remiz consobrinus (A)

Родина: Жайворонкові (Alaudidae)
- Жайворонок рогатий, Eremophila alpestris
- Calandrella brachydactyla
- Calandrella dukhunensis
- Жайворонок степовий, Melanocorypha calandra
- Жайворонок чорний, Melanocorypha yeltoniensis
- Жайворонок монгольський, Melanocorypha mongolica
- Жайворонок солончаковий, Alaudala cheleensis
- Жайворонок білокрилий, Alauda leucoptera
- Жайворонок польовий, Alauda arvensis
- Посмітюха звичайна, Galerida cristata

Родина: Panuridae
- Синиця вусата, Panurus biarmicus

Родина: Очеретянкові (Acrocephalidae)
- Очеретянка товстодзьоба, Arundinax aedon
- Берестянка мала, Iduna caligata
- Берестянка південна, Iduna rama
- Очеретянка чорноброва, Acrocephalus bistrigiceps
- Очеретянка індійська, Acrocephalus agricola (A)
- Очеретянка садова, Acrocephalus dumetorum
- Очеретянка велика, Acrocephalus arundinaceus
- Очеретянка східна, Acrocephalus orientalis
- Очеретянка південна, Acrocephalus stentoreus

Родина: Кобилочкові (Locustellidae)
- Кобилочка тайгова, Helopsaltes fasciolatus
- Матата японська, Helopsaltes pryeri
- Кобилочка співоча, Helopsaltes certhiola
- Кобилочка охотська, Helopsaltes ochotensis
- Кобилочка плямиста, Locustella lanceolata
- Кобилочка солов'їна, Locustella luscinioides
- Куцокрил сибірський, Locustella tacsanowskia
- Кобилочка-цвіркун, Locustella naevia
- Куцокрил тайговий, Locustella davidi (A)
- Куцокрил малий, Locustella thoracica

Родина: Ластівкові (Hirundinidae)
- Ластівка берегова, Riparia riparia
- Ластівка бліда, Riparia diluta
- Ластівка скельна, Ptyonoprogne rupestris
- Ластівка сільська, Hirundo rustica
- Ластівка даурська, Cecropis daurica
- Ластівка міська, Delichon urbicum
- Ластівка азійська, Delichon dasypus

Родина: Бюльбюлеві (Pycnonotidae)
- Бюльбюль сосновий, Pycnonotus flavescens

Родина: Вівчарикові (Phylloscopidae)
- Вівчарик жовтобровий, Phylloscopus sibilatrix
- Вівчарик лісовий, Phylloscopus inornatus
- Вівчарик алтайський, Phylloscopus humei
- Вівчарик золотомушковий, Phylloscopus proregulus
- Вівчарик товстодзьобий, Phylloscopus schwarzi
- Вівчарик монгольський, Phylloscopus armandii
- Вівчарик індійський, Phylloscopus griseolus
- Вівчарик бурий, Phylloscopus fuscatus
- Вівчарик весняний, Phylloscopus trochilus
- Вівчарик світлокрилий, Phylloscopus sindianus
- Вівчарик-ковалик, Phylloscopus collybita
- Вівчарик оливковий, Phylloscopus coronatus (A)
- Вівчарик жовточеревий, Phylloscopus nitidus
- Вівчарик зелений, Phylloscopus trochiloides
- Вівчарик амурський, Phyloscopus plumbeitarsus
- Вівчарик світлоногий, Phylloscopus tenellipes
- Вівчарик шелюговий, Phylloscopus borealis
- Вівчарик широкобровий, Phylloscopus claudiae (A)

Родина: Cettiidae
- Війчик рудощокий, Abroscopus albogularis (A)
- Horornis canturians (A)

Родина: Довгохвостосиницеві (Aegithalidae)
- Синиця довгохвоста, Aegithalos caudatus

Родина: Кропив'янкові (Sylviidae)
- Кропив'янка чорноголова, Sylvia atricapilla
- Кропив'янка пустельна, Curruca nana
- Кропив'янка рябогруда, Sylvia nisoria
- Кропив'янка прудка, Sylvia curruca
- Кропив'янка сіра, Sylvia communis

Родина: Суторові (Paradoxornithidae)
- Кореанка пекінська, Rhopophilus pekinensis
- Сутора далекосхідна, Calamornis heudei
- Сутора бура, Sinosuthora webbiana

Родина: Окулярникові (Zosteropidae)
- Окулярник буробокий, Zosterops erythropleurus (A)

Родина: Золотомушкові (Regulidae)
- Золотомушка жовточуба, Regulus regulus

Родина: Стінолазові (Tichodromidae)
- Стінолаз, Tichodroma muraria

Родина: Повзикові (Sittidae)
- Повзик звичайний, Sitta europaea

Родина: Підкоришникові (Certhiidae)
- Підкоришник звичайний, Certhia familiaris

Родина: Воловоочкові (Troglodytidae)
- Волове очко, Troglodytes troglodytes

Родина: Пронуркові (Cinclidae)
- Пронурок біловолий, Cinclus cinclus

Родина: Шпакові (Sturnidae)
- Шпак звичайний, Sturnus vulgaris
- Шпак рожевий, Pastor roseus
- Шпак даурський, Agropsar sturninus
- Шпак червонодзьобий, Spodiopsar sericeus (A)
- Шпак сірий, Spodiopsar cineraceus
- Майна чубата, Acridotheres cristatellus

Родина: Дроздові (Turdidae)
- Квічаль тайговий, Zoothera aurea
- Квічаль сибірський, Geokichla sibirica
- Дрізд-омелюх, Turdus viscivorus
- Дрізд співочий, Turdus philomelos
- Дрізд білобровий, Turdus iliacus
- Дрізд чорний, Turdus merula (A)
- Дрізд вузькобровий, Turdus obscurus
- Дрізд блідий, Turdus pallidus
- Чикотень, Turdus pilaris
- Дрізд каштановий, Turdus rubrocanus (A)
- Дрізд чорноволий, Turdus atrogularis
- Дрізд рудоволий, Turdus ruficollis
- Дрізд темний, Turdus eunomus
- Дрізд Наумана, Turdus naumanni

Родина: Мухоловкові (Muscicapidae)
- Мухоловка далекосхідна, Muscicapa griseisticta
- Мухоловка сибірська, Muscicapa sibirica
- Мухоловка бура, Muscicapa dauurica
- Мухоловка сіра, Muscicapa striata
- Вільшанка, Erithacus rubecula (A)
- Соловейко-свистун, Larvivora sibilans
- Соловейко синій, Larvivora cyane
- Соловейко західний, Luscinia megarhynchos
- Синьошийка, Luscinia svecica
- Соловейко червоногорлий, Calliope calliope
- Синьохвіст тайговий, Tarsiger cyanurus
- Мухоловка даурська, Ficedula zanthopygia
- Мухоловка жовтоспинна, Ficedula narcissina
- Мухоловка тайгова, Ficedula mugimaki
- Мухоловка соснова, Ficedula erithacus (A)
- Мухоловка північна, Ficedula albicilla
- Мухоловка строката, Ficedula hypoleuca (A)
- Горихвістка рудоспинна, Phoenicurus erythronotus
- Горихвістка водяна, Phoenicurus leucocephalus (A)
- Горихвістка звичайна, Phoenicurus phoenicurus
- Горихвістка червоночерева, Phoenicurus erythrogastrus
- Горихвістка чорна, Phoenicurus ochruros
- Горихвістка сибірська, Phoenicurus auroreus
- Скеляр білогорлий, Monticola gularis
- Скеляр строкатий, Monticola saxatilis
- Скеляр синій, Monticola solitarius
- Трав'янка велика, Saxicola insignis
- Трав'янка білошия, Saxicola maurus
- Saxicola stejnegeri
- Кам'янка звичайна, Oenanthe oenanthe
- Кам'янка попеляста, Oenanthe isabellina
- Кам'янка пустельна, Oenanthe deserti
- Кам'янка лиса, Oenanthe pleschanka

Родина: Омелюхові (Bombycillidae)
- Омелюх звичайний, Bombycilla garrulus
- Омелюх східноазійський, Bombycilla japonica

Родина: Тинівкові (Prunellidae)
- Тинівка альпійська, Prunella collaris
- Тинівка гімалайська, Prunella himalayana
- Тинівка сибірська, Prunella montanella
- Тинівка бліда, Prunella fulvescens
- Тинівка чорногорла, Prunella atrogularis
- Тинівка монгольська, Prunella koslowi

Родина: Горобцеві (Passeridae)
- Горобець саксауловий, Passer ammodendri
- Горобець хатній, Passer domesticus
- Горобець польовий, Passer montanus
- Горобець скельний, Petronia petronia
- В'юрок сніговий, Montifringilla nivalis
- Ніверол монгольський, Montifringilla davidiana

Родина: Плискові (Motacillidae)
- Плиска деревна, Dendronanthus indicus (A)
- Плиска гірська, Motacilla cinerea
- Плиска жовта, Motacilla flava
- Плиска аляскинська, Motacilla tschutschensis
- Плиска жовтоголова, Motacilla citreola
- Плиска біла, Motacilla alba
- Щеврик азійський, Anthus richardi
- Щеврик забайкальський, Anthus godlewskii
- Щеврик польовий, Anthus campestris
- Щеврик лучний, Anthus pratensis (A)
- Щеврик рожевий, Anthus roseatus (A)
- Щеврик лісовий, Anthus trivialis
- Щеврик оливковий, Anthus hodgsoni
- Щеврик сибірський, Anthus gustavi
- Щеврик червоногрудий, Anthus cervinus
- Щеврик гірський, Anthus spinoletta
- Щеврик американський, Anthus rubescens

Родина: В'юркові (Fringillidae)
- Зяблик звичайний, Fringilla coelebs
- В'юрок, Fringilla montifringilla
- Костогриз звичайний, Coccothraustes coccothraustes
- Костар малий, Eophona migratoria
- Чечевиця євразійська, Carpodacus erythrinus
- Чечевиця арчева, Carpodacus rhodochlamys
- Чечевиця гімалайська, Carpodacus pulcherrimus (A)
- Чечевиця велика, Carpodacus rubicilla
- Урагус, Carpodacus sibiricus
- Чечевиця сибірська, Carpodacus roseus
- Смеречник тайговий, Pinicola enucleator
- Снігур звичайний, Pyrrhula pyrrhula
- Снігар монгольський, Bucanetes mongolicus
- Катуньчик арчевий, Leucosticte nemoricola
- Катуньчик перлистий, Leucosticte brandti
- Катуньчик сибірський, Leucosticte arctoa
- Rhodospiza obsoleta (A)
- Зеленяк звичайний, Chloris chloris (A)
- Chloris sinica
- Чечітка гірська, Linaria flavirostris
- Коноплянка, Linaria cannabina
- Чечітка звичайна, Acanthis flammea
- Чечітка біла, Acanthis hornemanni
- Шишкар ялиновий, Loxia curvirostra
- Шишкар білокрилий, Loxia leucoptera
- Щиглик звичайний, Carduelis carduelis
- Щедрик королівський, Serinus pusillus (A)
- Чиж лісовий, Spinus spinus

Родина: Calcariidae
- Подорожник лапландський, Calcarius lapponicus
- Пуночка снігова, Plectrophenax nivalis

Родина: Вівсянкові (Emberizidae)
- Вівсянка чорноголова, Emberiza melanocephala
- Вівсянка рудоголова, Emberiza bruniceps
- Вівсянка сіроголова, Emberiza fucata
- Вівсянка манджурська, Emberiza jankowskii
- Вівсянка гірська, Emberiza cia
- Вівсянка східна, Emberiza godlewskii
- Вівсянка чорновуса, Emberiza cioides
- Вівсянка звичайна, Emberiza citrinella
- Вівсянка білоголова, Emberiza leucocephalos
- Вівсянка скельна, Emberiza buchanani
- Вівсянка садова, Emberiza hortulana
- Вівсянка жовтогорла, Emberiza elegans
- Вівсянка рудошия, Emberiza yessoensis
- Вівсянка полярна, Emberiza pallasi
- Вівсянка очеретяна, Emberiza schoeniclus
- Вівсянка лучна, Emberiza aureola
- Вівсянка-крихітка, Emberiza pusilla
- Вівсянка-ремез, Emberiza rustica
- Вівсянка сибірська, Emberiza spodocephala
- Вівсянка руда, Emberiza rutila
- Вівсянка жовтоброва, Emberiza chrysophrys
- Вівсянка тайгова, Emberiza tristrami (A)